# Ливский праздник
Ливский праздник — праздник ливов в Мазирбе, проходит в первую субботу августа. На праздник ливов собираются практически все представители этой народности. 
Праздник начинается с молитвы в мазирбской церкви. На этот праздник у Народного дома ливов поднимается ливский зелено-бело-синий флаг, проходит шествие к морю, звучат ливские песни и укрепляются древние корни народа. Лозунг Союза ливов выкован у Народного дома: Min rov um min ov! (Мой народ — моя честь!).